# Kategorie (Psychologie)
Kategorie ist ein grundlegender Allgemeinbegriff zur Ordnung von Erkenntnisinhalten.

## Geschichte der psychologischen Kategorienlehre
In der philosophischen Kategorienlehre, siehe Kategorie (Philosophie), ist zwischen den allgemeinen (fundamentalen) Kategorien und den speziellen (regionalen) Kategorien zu unterscheiden. Gerade die Psychologie, in ihrer Grenzstellung zwischen den Geisteswissenschaften, Sozialwissenschaften, der Physiologie und Biologie, mit den verschiedenartigen Theorien und Methoden dieser Gebiete, ist zumindest auf Grundzüge einer systematischen speziellen Kategorienlehre angewiesen.
Dieses Nachdenken kann Einsichten in verborgen gebliebene philosophische Vorentscheidungen und Kategorienfehler vermitteln, beispielsweise in einseitigen Forschungsstrategien oder in den überdauernden Auseinandersetzungen über das Bewusstsein-Gehirn-Problem (Leib-Seele-Problem) oder die Willensfreiheit.

„Der Streit zwischen den verschiedenen Richtungen der Psychologie ist zum großen Teil ein Streit um die Kategorien, auch wenn er auf anderen, abgeleiteten Gebieten ausgefochten wird. Viele Streitigkeiten würden sehr vereinfacht, wenn man sie an der Wurzel packte, d. h. beim Kategorienproblem.“

Mit diesem Argument forderte Richard Müller-Freienfels auf, an einer speziellen Kategorienlehre der Psychologie zu arbeiten, wie es bereits Johann Friedrich Herbart und Wilhelm Wundt verlangt hatten.

### Definition nach Herbart
Herbart äußerte sich kritisch zu Immanuel Kants Kategorientafel und fügte zusätzliche Kategorien ein, die Kant vergessen habe: Reizbarkeit, Selbstbestimmung und andere „Hauptbestimmungen des inneren Geschehens“. Er verstand diese Kategorien als Ergebnisse einer auf Erfahrungen beruhenden Begriffsbildung und legte dar, dass die Psychologie als Wissenschaft sich ihre Kategorien erst noch schaffen müsse. In dieser Blickwendung ist Baumgartner et al. zufolge der „Beginn einer empiristischen Kategorienlehre zu sehen. Kategorien ergeben sich als allgemeinste Begriffe aus den Regelmäßigkeiten der Erfahrung.“ … „Damit verliert der Begriff der Kategorie … die ihm in der transzendentalen Theorie eigentümliche apriorische Geltung für Erscheinungen.“

### Definition nach Wundt
Wundt war der erste Psychologe, der die traditionelle philosophische Kategorienlehre in Verbindung mit den kategorialen Besonderheiten der Psychologie ausarbeitete. Wundt distanziert sich von der traditionellen Vorstellung einer als substanziell gedachten Seele mit überdauernden „Seelenvermögen“ und legt dar, dass Bewusstseinsvorgänge als Prozesse zu begreifen sind, die nach eigenständigen psychischen Prinzipien verbunden sind („psychische Kausalität“) im Unterschied zur Naturkausalität der Physiologie. Die speziellen, für die Psychologie fundamentalen Begriffe (Kategorien und Relationsbegriffe) erläutert er an verschiedenen Stellen seines Werks: den Subjektbezug, die Wertorientierung, die Zwecksetzung und die Willenstätigkeit. Er charakterisiert den Menschen als „wollendes und denkendes Subjekt“, um die Gemeinsamkeiten mit den Geisteswissenschaften und den kategorialen Unterschied zu den Naturwissenschaften zu kennzeichnen.
Kontext, Kontrast, Emergenz, Interaktion und Selbstentwicklung sind herausragende Relationsbegriffe, welche die psychischen Beziehungen kennzeichnen. Als eigenständige Erkenntnisprinzipien der Psychologie im Sinne Wundts haben sie direkte Konsequenzen für die Methodenlehre und die Forschungsstrategien und leiten zur empirischen Psychologie weiter. In seiner perspektivischen Sichtweise (Perspektivität) leiten sie das adäquate methodische Vorgehen in der Psychologie.
In der wissenschaftlichen Psychologie entstand durch Wundt der Anfang einer speziellen Kategorienlehre, die jedoch kaum beachtet oder direkt weitergeführt wurde. Andere Psychologen entwickelten eine Vielfalt von psychologischen Fachbegriffen, doch kam es noch nicht, wie in der Biologie, zu einer speziellen Kategorienlehre.